# The Great Debaters
The Great Debaters is een Amerikaanse film uit 2007 geregisseerd, geproduceerd en gespeeld door Denzel Washington. Hoofdrollen worden vertolkt door Denzel Washington, Forest Whitaker, Denzel Whitaker (overigens geen zoon van Forest Whitaker), Nate Parker en Jurnee Smollett. Oprah Winfrey is een van de medeproducenten. De film is gebaseerd op het waargebeurde verhaal van professor Melvin B. Tolson.

## Verhaal
Professor Melvin B. Tolson vormt in 1935 met een groep studenten een debatteam en daagt het team uit van de Harvard-universiteit.

## Rolverdeling
- Denzel Washington - Mel Tolson
- Forest Whitaker
- Denzel Whitaker - James Farmer Jr.
- Kimberly Elise
- Jurnee Smollett - Samantha
- Gina Ravera
- Jermaine Williams - Hamilton Burgess
- Aqua Lee - Juke Joint Dancer
- Nate Parker - Henry Lowe
- Misty Lockheart - Harvard Debate Student